# Fissidens inaequalilimbatus
Fissidens inaequalilimbatus là một loài Rêu trong họ Fissidentaceae. Loài này được Paris & Broth. mô tả khoa học đầu tiên năm 1904.